# Clinton Ladine
Clinton James Ladine (* 21. Februar 1971) ist ein ehemaliger US-amerikanischer Basketballspieler, der auch über die französische Staatsbürgerschaft verfügt.

## Leben
Ladine spielte auf Hochschulebene für die Mannschaft des Bethany Bible College im US-Bundesstaat Kalifornien. Der 1,91 Meter messende Aufbauspieler lief danach in Deutschland für den ETB Essen auf, in der Sommerpause 1997 wechselte er zum Zweitligisten BG 74 Göttingen. Er blieb bis 1999 in Göttingen und verstärkte 1999/2000 dann den Zweitligakonkurrenten TK Hannover, der sich jedoch im Laufe der Saison vom Spielbetrieb zurückzog. Ladine wechselte daraufhin zum Regionalligisten ETB Schwarz-Weiß Essen. Von 2000 bis 2002 stand Ladine beim Bundesligisten Oldenburg unter Vertrag. In der Saison 2000/01 brachte er es auf 33 Bundesliga-Einsätze für die Niedersachsen, in denen er im Durchschnitt 10,9 Punkte und 3,6 Rebounds erreichte sowie 2,7 Korberfolge seiner Nebenleute vorbereitete. 2001/02 verbuchte Ladine in 27 Einsätzen 6,2 Punkte je Begegnung. Der Punktehöchstwert in seinen insgesamt 60 Bundesligaspielen war 21, den er im April 2001 gegen Ulm erzielte.
Im Sommer 2002 unterschrieb Ladine beim Bundesligisten EnBW Ludwigsburg, verletzte sich jedoch in der Vorbereitung am Knie und lief deshalb nicht für die Mannschaft auf. In der Saison 2003/04 spielte er beim französischen Verein JSF Nanterre.
Nach dem Ende seiner Spielerzeit (er trat wegen Kniebeschwerden vom Leistungssport zurück) lebte Ladine in San Francisco. Dort wurde er im Schulwesen tätig, zudem war er an der Leitung einer Einrichtung für Hilfsbedürftige beteiligt. Ladine betätigte sich ebenfalls als Berater und Ausbilder für Führungskräfte. Als Basketballtrainer betreute er die Schulmannschaft der Phillip and Sala Burton Academic High School in San Francisco, 2020 wurde er Basketballtrainer an der Pinewood School im kalifornischen Los Altos Hills. Sein Sohn Clayton schlug ebenfalls eine Laufbahn als Berufsbasketballspieler ein. Tochter Elle wechselte 2022 als Studentin und Basketballspielerin an die University of Washington.